# Rdeči premik
Rdéči premík (tudi rdéči pomík) je v fiziki in astronomiji pojav, ki nastane, ko se izsevano ali odbito elektromagnetno valovanje, po navadi vidna svetloba, premakne proti rdečemu delu spektra. Rdeči premik je v splošnem določen kot povečanje valovne dolžine elektromagnetnega valovanja, ki ga sprejme opazovalec glede na valovno dolžino valovanja, ki ga izseva vir. Povečanje valovne dolžine odgovarja zmanjšanju frekvence elektromagnetnega valovanja. Zmanjšanje valovne dolžine se imenuje módri premík.
Vsako povečanje valovne dolžine se imenuje »rdeči premik«, četudi se pojavi v elektromagnetnem valovanju nevidnega dela spektra, v delu žarkov γ, rentgenskem ali ultravijoličnem delu. Takšno poimenovanje lahko morda zavaja, ker se daljše valovne dolžine od valovnih dolžin rdečega vidnega dela spektra (infrardeče valovanje, mikrovalovi in radijski valovi) premikajo stran od rdečih valovnih dolžin.
Opazovani rdeči premik zaradi Dopplerjevega pojava nastopi kadar se svetlobni vir giblje stran od opazovalca, kar odgovarja Dopplerjevemu premiku, ki spreminja zaznano frekvenco zvočnega valovanja. Čeprav se opazovanje takšnih rdečih premikov, oziroma modrih, s pridom uporablja (na primer Dopplerjev radar ali radarski top), pa spektroskopska astrofizika uporablja Dopplerjeve rdeče premike za določevanje gibanja oddaljenih astronomskih teles. Ta pojav so prvič napovedali in opazovali v 19. stoletju, ko so znanstveniki začeli preučevati dinamične posledice valovno-delčne narave svetlobe.
Drugi vzrok rdečemu premiku je metrično širjenje Vesolja, ki pojasnjuje opazovanje da se rdeči premiki oddaljenih galaksij, kvazarjev in medgalaktičnih plinskih oblakov povečujejo sorazmerno z njihovimi oddaljenostmi od Zemlje. Ta mehanizem je ključnega pomena v modelu prapoka fizikalne kozmologije.
Gravitacijski rdeči premik zazna opazovalec, če se nahaja v večjem gravitacijskem potencialu kot vir. Vzrok gravitacijskemu rdečemu premiku je podaljšanje časa, ki se glede na splošno teorijo relativnosti pojavi blizu masivnih tels.
Vse tri pojave, ki tvorijo glavnino članka, lahko razumemo s pomočjo transformacijskih zakonov, opisanih spodaj. Obstajajo drugi mehanizmi z različnimi fizikalnimi in matematičnimi opisi, ki lahko pojasnijo premike frekvenc elektromagnetnega valovanja, in ki jih običajno ne obravnavajo kot »rdeče premike«, vključno s sipanjem in optičnimi pojavi.